# Порядок наследования датского престола

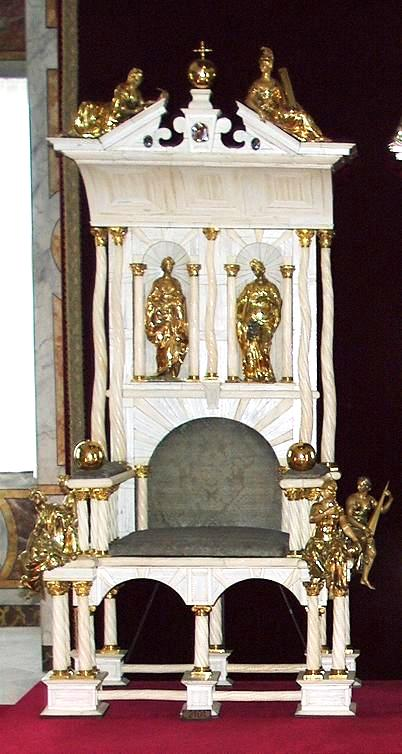
Датский королевский трон

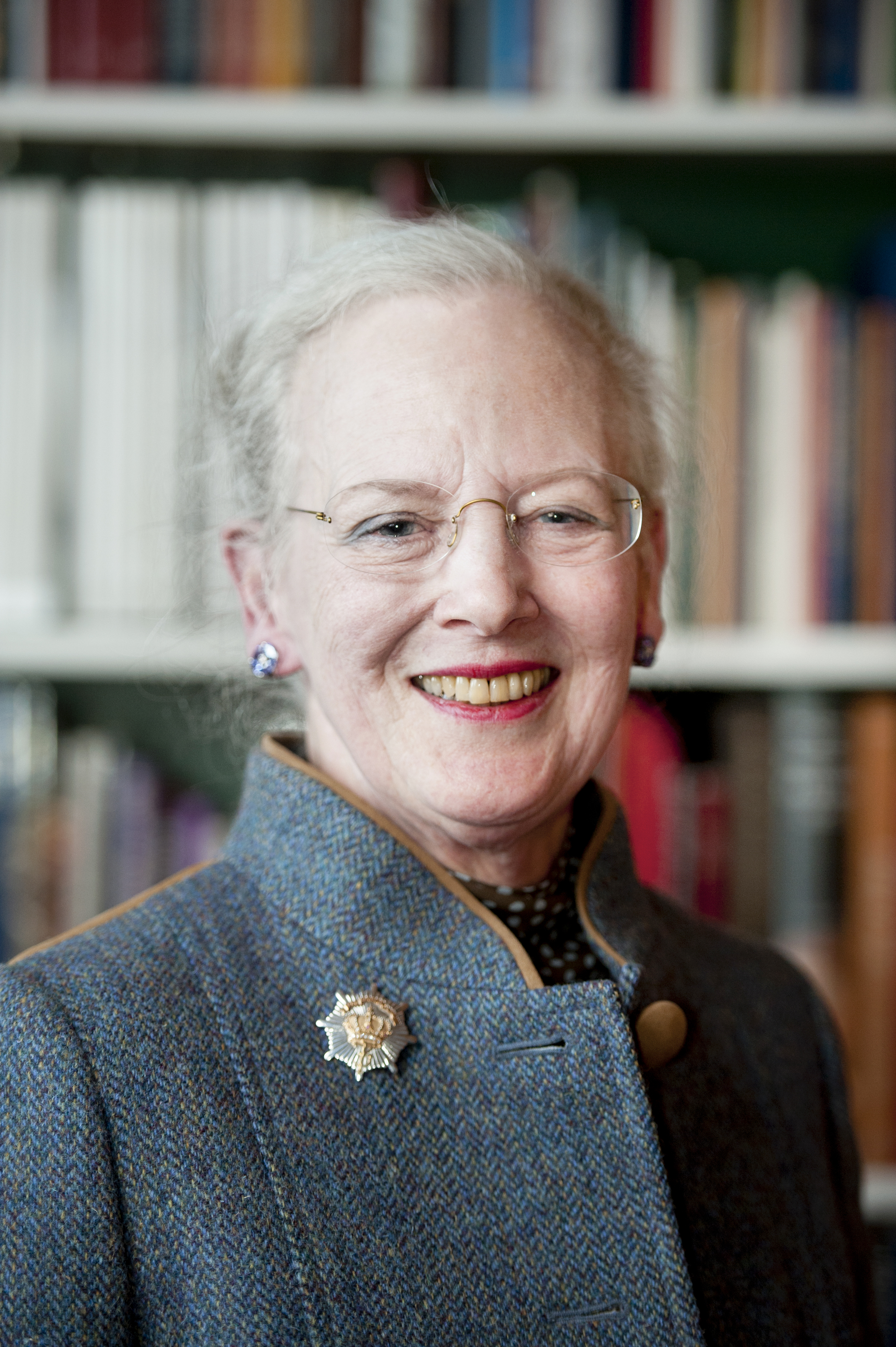
Маргрете II (род. 1940) — королева Дании с 1972 по 2024 год

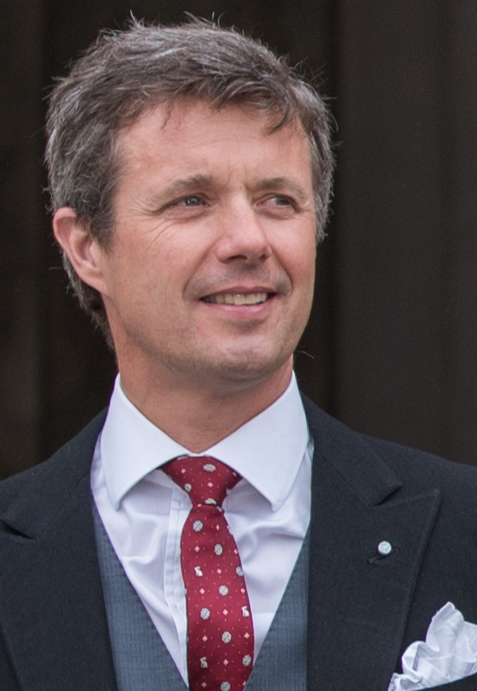
Фредерик X (род. 1968), старший сын Маргрете II, король Дании с 2024 года

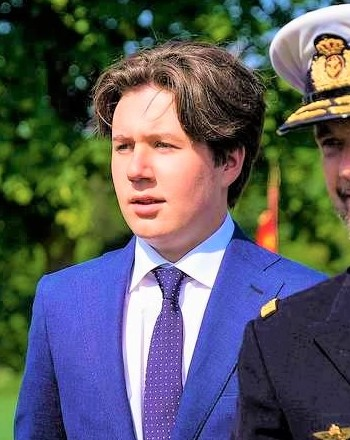
Кронпринц Кристиан (род. 2005), старший ребёнок Фредерика X, наследник датского престола с 2024 года

Согласно Закону о престолонаследии, принятому 27 марта 1953 года, датский королевский престол могут наследовать только прямые потомки короля Кристиана X (1870—1947), правившего в 1912—1947 годах, и его жены, королевы Александрины (1879—1952). Порядок наследования регулировался системой абсолютного первородства.
Член династии лишался прав на престолонаследии, если он или она вступает в брак без разрешения монарха, данного на заседании государственного совета. Дети, родившиеся от внебрачных связей и у членов династии, не получивших разрешение от короля на заключение брака, и их потомки, исключались из порядка наследования престола. В случае отсутствия потомков короля Кристиана X и королевы Александрины, имеющих права на престолонаследие, парламент Дании имеет право избрать монарха и определить новый порядок престолонаследия.

## Порядок наследования
- король Кристиан X (1870—1947)
  -  король Фредерик IX (1899—1972)
    -  королева Маргрете II (род. 1940)
      -  король Фредерик X (род. 1968)[2][3]
        - (1) кронпринц Кристиан (род. 2005)[2][4]
        - (2) принцесса Изабелла (род. 2007)[2][5]
        - (3) принц Винсент (род. 2011)[2][6]
        - (4) принцесса Йозефина (род. 2011)[2][7]

      - (5) принц Иоахим (род. 1969)[2][8]
        - (6) Николай, граф Монпенза (род. 1999)[2][9]
        - (7) Феликс, граф Монпенза (род. 2002)[2][10]
        - (8) Хенрик, граф Монпенза (род. 2009)[2][11]
        - (9) Афина, графиня Монпенза (род. 2012)[2][12]

    - (10) принцесса Бенедикта (род. 1944)[2][13]
      - Густав, 7-й принц Сайн-Витгенштейн-Берлебург (род. 1969)[13]
      - принцесса Александра Сайн-Витгенштей-Берленбург (род. 1970)[13]
        - граф Рихард Пфайль унд Кляйн-Элльгут (род. 1999)[13]
        -  графиня Ингрид Пфайль унд Кляйн-Элльгут (род. 2003)[13]

      -  принцесса Натали Сайн-Витгенштейн-Берленбург (род. 1975)[13]
        - Константин Йоханнсманн (род. 2010)[13]
        -  Луиза Йоханнсманн (род. 2015)[13]

  -  наследный принц Кнуд (1900—1976)
    -  Ингольф, граф Розенборг (род. 1940), в 1968 году был исключён из линии наследования из-за морганатического брака[2].

## Примечание
Согласие на брак принцессы Бенедикты Датской (род. 1944) с принцем Рихардом Сайн-Витгенштейн-Берлебургским (1934—2017) в 1968 году было дано при условии, что их дети (и дальнейшие потомки) будут постоянно проживать в Дании после достижения возраста обязательного школьного образования. Так это условие не было выполнено, дети принцессы Бенедикты были исключены из порядка престолонаследия и не включены в официальную линию преемственности. Пока неясно, когда именно они потеряли свои права на наследование, будут ли их собственные потомки иметь права на престолонаследие, если они выросли в Дании, и является ли их исключение из линии престолонаследия конституционным. Ведущий датский юрист Хенрик Цале считает, что дети принцессы Бенедикты Сайн-Витгенштейн-Берлебургской имеют права на престолонаследие.

## История
Вплоть до 1953 года на датский престол могли претендовать прямые потомки короля Кристиана IX (1863—1906). Новый закон о престолонаследии значительно сократил список, но сохранил за членами датской королевской династии их титулы и стили. Это создало группу людей с королевскими титулами, но не имеющих никаких прав на престол. Члены датской династии, имеющие права на наследование престола, носят титул «Prins til Danmark», а лица, которые не имеют прав на престолонаследие, упоминаются как «Prins af Danmark».
В 1853—1953 годах датский королевский престол переходил по системе агнатического первородства. У датского короля Фредерика IX, правившего в 1947—1972 годах, было три дочери, но не было сыновей. До принятия в 1953 году нового закона о престолонаследии наследником трона являлся наследный принц Кнуд (1900—1976), младший брат правящего короля. Он был гораздо менее популярен, чем король. Кроме того, его теща, принцесса Елена, была обвинена в поддержке нацистского движения во время Второй Мировой войны. Все эти факты, а также понимание, что средневековый Салический закон устарел, способствовали изменению закона о престолонаследии, согласно которому, старшая дочь Фредерика, принцесса Маргарет, получила право на наследование престола. Таким образом, в 1953 году Салический закон был изменён на когнатическую примогенитуру. Это означало, что женщины могли наследовать престол, но только если у них не было братьев.
Принц Кнуд имел трёх детей. Его сыновья, принцы Ингольф (род. 1940) и Кристиан (1942—2013), женились без разрешения монарха, потеряли свои королевские титулы и права на престолонаследие. Только дочь Кнуда, незамужняя принцесса Елизавета (1935—2018), сохраняла свои права на датский престол. Младшая сестра королевы Маргрете II, Анна-Мария Датская (род. 1946), вышла замуж в 1964 году за последнего короля Греции Константина II. Принцесса Анна-Мария получила согласие на брак, отказавшись за себя и своих потомков от претензий на датский королевский престол.
В 2008 году парламент Дании проголосовал в пользу нового закона о престолонаследии (абсолютная примогенитура), который позволяет первенцу монарха взойти на престол, независимо от того, является ли это мальчик или девочка, подобно тому, как это происходит в Швеции и Норвегии. Законопроект был принят двумя парламентами и вынесен на общенародный референдум, состоявшийся 9 июня 2009 года. Большинство датчан проголосовало за введение абсолютной примогенитуры, уравнивающей права мужчин и женщин в вопросе наследования королевского престола. Тем не менее, голосование не изменило фактический порядок наследования престола. 8 января 2011 года у кронпринца Фредерика родились близнецы, принц Винсент и принцесса Йозефина. Они заняли четвёртое и пятое место в линии наследования, в соответствии с абсолютной примогенитурой, которая не давала принцу Винсенту старшинства на своей старшей сестрой, принцессой Изабеллой.
В сентябре 2022 года четверо детей принца Йоакима были лишены королевских титулов но при этом они сохранили места в престолонаследии на датский престол. С 1 января 2023 года их титул называется Его/её превосходительство.